# Hegedűs Gyula-emlékgyűrű
A Hegedűs Gyula-emlékgyűrűt (más néven: Hegedűs Gyula-gyűrűt vagy Hegedűs Gyula-díjat) 1971-ben alapította a Vígszínház igazgatósága. A díj kétévente kerül kiosztásra a színház színészei között.

## Története
A Varsányi Irén- és Hegedűs Gyula-emlékgyűrűt 1971-ben alapította a Vígszínház igazgatósága, a színház alapításának hetvenötödik, újjáépítésének húszéves évfordulója alkalmából. A névadók, Varsányi Irén és Hegedűs Gyula, a 20. század első évtizedeinek meghatározó színészei voltak. 1974-ig évente egy színész vehette át a díjat, majd ekkortól a Varsányi Irén- és Hegedűs Gyula-emlékgyűrűt felváltva kaphatja meg egy színésznő, illetve színész a társulat titkos szavazása alapján.

## Díjazottak
- 1971 – Benkő Gyula, Deák Sándor, Nagy István, Pándy Lajos, Szatmári István, Zách János, K. Tóth László
- 1972 – Tahi Tóth László
- 1973 – Tordy Géza
- 1974 – Verebes Károly, Lukács Sándor
- 1976 – Kern András
- 1978 – Szombathy Gyula
- 1980 – Gálffi László
- 1982 – Hegedűs D. Géza
- 1984 – Reviczky Gábor
- 1986 – Szakácsi Sándor
- 1988 – Kaszás Attila
- 1990 – Rudolf Péter
- 1992 – Szarvas József
- 1994 – Méhes László
- 1996 – Alföldi Róbert és Gálffi László
- 1998 – Király Attila
- 2000 – Kamarás Iván
- 2002 – Gyuriska János
- 2004 – Csőre Gábor és Hajdu Steve
- 2006 – Fesztbaum Béla[1]
- 2008 – Varju Kálmán[2]
- 2010 – Reviczky Gábor[3]
- 2012 – Telekes Péter
- 2014 – Csőre Gábor
- 2016 – Stohl András
- 2018 – Orosz Ákos[4]
- 2020 – Vidnyánszky Attila
- 2022 – Szántó Balázs[5]
- 2024 – Dino Benjamin[6]